# 出崎哲
出崎哲（日语：／ Dezaki Satoshi，1940年6月26日—），日本男性動畫演出家、動畫導演、製作人、編劇。
Magic Bus代表董事會長兼社長。日本動畫製作者協會（JAniCA）會員。出身於東京都目黑區。東京都立北高等學校畢業，法政大學中退。
動畫導演出崎統是他的弟弟。弟弟出崎哲擅長獨創表現，哥哥出崎哲則以製作正統而聞名。他的妻子是動畫師、動畫導演四分一節子。

## 來歷
出崎哲是航空學院教授出崎晶的長子。他是在福島縣相馬郡（現相馬市）進行填海造地事業的出崎榮太郎的曾孫。
高中畢業後，他一邊在東芝工作，一邊就讀法政大學第2文學院，之後懷抱著未來拍電影的夢想，進入了劇本研究所。他在東芝擔任9人排球教練的經驗在日後組建動畫製作團隊時派上了用場。
後來他離開了工作了7年的東芝。從法政大學退學後，在杉井儀三郎創立的Art Fresh株式會社從練馬區高松町遷至江古田時，擔任製作進行。他跟著哥哥進入動畫產業。最終，他開始為《排球甜心》編寫劇本，並為《巨人之星》製作分鏡。
1969年成為自由工作者，在東京電影、龍之子製作公司、日本日昇動畫等公司的作品中擔任編劇、演出、副導演。
1977年成立Magic Bus。這一切都始於編導和繪製《新·巨人之星》。
1986年，他成為第一部長片的導演和製作人。
2007年，參加在中國上海舉辦的第3屆中國國際動畫遊戲博覽會，並在華東師範大學進行動畫製作講座。
2009年，參加中國大連魯迅藝術學院亞洲動畫交流會，並進行動畫製作講座。

## 參加作品

### 電視動畫
1968年
- 巨人之星（—1971年，分鏡）

1969年
- 排球甜心（—1970年，編劇）

1971年
- 天才傻鵬（日语：天才バカボン (アニメ)）（分鏡）

1972年
- 動畫紀錄片 前往慕尼黑之路（日语：アニメドキュメント ミュンヘンへの道）（分鏡）

1973年
- 魔投手（—1974年，編劇、分鏡）

1974年
- 魔女小惠（演出）
- 瓢蟲之歌（—1976年，演出）

1975年
- 月光女俠（首席導演補佐、分鏡、演出）

1976年
- 勇者萊汀（分鏡）
- 機器人之子比頓（日语：ろぼっ子ビートン）（—1977年，首席導演補、演出）

1977年
- 好小子（日语：おれは鉄兵）（分鏡）
- 新·巨人之星（—1978年，編劇、演出）

1978年
- 新·網球甜心（—1979年，演出[1]）

1979年
- 新·巨人之星II（演出）
- 海底超特急（日语：海底超特急マリンエクスプレス）（首席導演、演出）

1980年
- 青少棒揚威記 (特別篇)（導演）
- 大白鲸（演出）
- 原子小金剛 (1980年版)（—1981年，分鏡、演出）

1981年
- 早安！蘇龐克（日语：おはよう!スパンク）（演出）

1983年
- 青少棒揚威記 (電視系列)（導演）
- 湯匙伯母歷險記（分鏡）
- 超時空鬥士萬年Prime Rose（日语：プライム・ローズ）（導演、製作人[2]）

1984年
- 荳蔻年華 奇奇與莎莉的四季初戀（演出補）
- 玻璃假面 (1984年版)（分鏡）

1986年
- Wonder Beat Scramble（日语：ワンダービートS）（導演）

1992年
- 神采飛揚（導演）

1996年
- 企鵝掌門人（日语：バケツでごはん）（導演）
- 酷妹當家（—1997年，製作人、分鏡）

1997年
- 學級王山崎（—1998年，製作人）

1998年
- 轟天突擊隊（—1999年，監修、製作人）

2001年
- 元氣五胞胎（—2002年，動畫製作人）

2005年
- Play Ball（日语：プレイボール (漫画)）（總導演）

2006年
- Play Ball 2nd（日语：プレイボール (漫画)）（總導演）

2010年
- 哥普拉 THE ANIMATION（動畫製作人）

2022年
- 足球風雲 Goal to the Future（監修）

### 電影動畫
1979年
- 劇場版 加油!! 田淵!!（日语：がんばれ!!タブチくん!!#アニメ映画）（編劇）

1982年
- 劇場版 巨人之星（導演）

1984年
- 欣賞職棒享受10倍快樂的方法 PART2（日语：プロ野球を10倍楽しく見る方法）（動畫導演）

1986年
- 第11人（日语：11人いる!#アニメ映画）（導演）
- 打開門扉（日语：扉を開けて (小説)#アニメ映画）（編劇、製作人）
- GREY Digital Target（日语：GREY）（導演、編劇）

1988年
- 福星小子 完結篇（日语：うる星やつら 完結篇）（導演）
- 佩約羅家族晉見！（日语：ぴーひょろ一家#OVA）（導演）
- 白旗少女 琉子（日语：白旗の少女 琉子）（導演）

1990年
- CAROL（日语：CAROL (アニメ)）（導演）
- 黑色便當盒（日语：まっ黒なおべんとう）（導演）

1992年
- 千本松原 與河流生活的少年們（日语：せんぼんまつばら 川と生きる少年たち）（導演）
- 銀河英雄傳說外傳：黃金之翼（製作管理）

1993年
- 小咪的手掌（日语：みいちゃんのてのひら）（製作人）
- 藏青色的記憶 滿蒙開拓與少年們（日语：蒼い記憶 満蒙開拓と少年たち）（導演、製作）
- 銀河英雄傳說：新戰爭的序曲（製作管理）

1994年
- 渡過雪原（製作人）

1997年
- 幕末的謝謝（日语：幕末のスパシーボ）（導演、腳色）

1999年
- 生之喜悅（日语：ハッピーバースデー 命かがやく瞬間#アニメ映画）（導演、製作人）

2001年
- 夏日追蹤（日语：いのちの地球 ダイオキシンの夏）（導演）

2002年
- 阿弖流為（日语：アテルイ (映画)）（導演）
- （導演、製作人）

2003年
- 我的妹妹小桃子（日语：もも子、かえるの歌がきこえるよ。）（執行製作人）

2004年
- 超越障礙：真實與勇氣之間（日语：ハードル 真実と勇気の間で）（導演）

2005年
- 玻璃兔（日语：ガラスのうさぎ#アニメ映画）（執行製作人）

### OVA
1987年
- 福星小子 夢想製造者因幡登場！拉姆的未來會是!?（日语：うる星やつら 夢の仕掛人 因幡くん登場! ラムの未来はどうなるっちゃ!?）（導演）

1988年
- 麻雀飛翔傳 哭泣的龍（日语：麻雀飛翔伝 哭きの竜）（導演、編劇）
- 現世守護神 佩約羅家族（日语：ぴーひょろ一家#OVA）（導演）
- （導演）
- 神州魑魅變（日语：神州魑魅変）（—1989年，導演）

1989年
- 華星夜曲（日语：華星夜曲）（製作人）
- （導演）
- 力王 RIKI-OH 等括地獄（日语：力王#力王 RIKI-OH 等括地獄）（導演）
- 寒月一凍惡靈 神州魑魅變異聞（日语：寒月一凍悪霊斬り 神州魑魅変異聞）（導演）
- 海闇月影（日语：海の闇、月の影）（導演）

1990年
- （導演）
- 鬼丸 ONIMARU（日语：鬼丸 ONIMARU）（導演）
- 力王 RIKI-OH VIOLENCE2 滅亡之子（日语：力王#力王 RIKI-OH VIOLENCE2 滅びの子）（導演）
- Mad★Bull 34（日语：マッド★ブル34）（導演）
- 信箱中的明天（日语：ポストの中の明日）（導演）
- 新年星調査行（日语：ニューイヤー星調査行）（導演）

1991年
- 綠色的守護神（日语：みどりの守り神）（導演）
- 滅絕的島（日语：絶滅の島#OVA）（導演）
- 有閑俱樂部（製作人）
- 幻影勇者傳說（日语：ファントム勇者伝説）（導演）
- The 學園超女隊（日语：ザ・学園超女隊）（導演）
- 1月是聖誕節（日语：1月にはChristmas）（導演）
- 銀河英雄傳說 (第2期)（製作管理）

1992年
- 破妖之劍（日语：破妖の剣）（製作）

1994年
- 埼玉暴走最前線 FLAG！不顧死活的青春!!（日语：フラッグ!）（導演）
- 銀河英雄傳說 (第3期)（製作管理）

1999年
- 刻之大地 ～花之王國的魔女～（日语：刻の大地）（製作人）
- 銀河英雄傳說外傳 (第2期)（製作管理）

## 相關項目
- 出崎統
- Magic Bus
- 日本動畫師列表（日语：アニメ関係者一覧）